# منتخب جامايكا لكرة السلة
منتخب جامايكا لكرة السلة هو ممثل جامايكا الرسمي في المنافسات الدولية في كرة السلة. ينتمي إلى منطقة اتحاد الأمريكتين لكرة السلة. انضم إلى الاتحاد الدولي لكرة السلة في عام 1962.

## البطولات التي شارك فيها
- بطولة الأمريكتين لكرة السلة